# Natalia del mar
 (срп. Наталија са мора) венцуеланска је теленовела, продукцијске куће Веневисион, снимана 2011.

## Синопсис
Прича о Наталији и њеним проблемима, љубавима и љубомором врте се у малом приморском месту названом Плаја Есперанса.
Ривалство између породица Ускатеги и Монкада јачало је годинама. У средишту урагана мржње и зависти појављује се слатка Наталија, са својом љубављу из детињства Луисом Мануелом Монкадом. Она живи са мајком Миртом (која заправо није њена мајка), такође живи и са дедом, врачем, кога сви зову просветљени Хасинто, а са њима су и Наталијин брат Доминго и сестра Росарито. Наталија машта о томе да напредује и престане да буде глупача, каквом је неки сматрају, а највећи сан јој је удаја за Луис Мануела.
Међутим Валерио и Адолфо, главе породица Монкада и Ускатеги, склапају паклени план који означава примирје — Мануел ће морати оженити да се ожени препотентном Адолфовом кћерком Перлом.
Наталијини снови падају у воду, али временом на видело излазе страшне Перлине тајне — појављује се њен први муж, од кога се никада није развела и за чије постојање нико није знао. Истовремено Адолфо се заљубљује у љупку Наталију и не бира средства да је натера да се уда за њега. Када се чини да је све изгубљено, открива се шокантна тајна од које ће занемети сви становници Плаје Есперансе. Ствари се мењају преко ноћи — Наталија више није сиромашна бедница него милионерка, и она ће учинити све да би била срећна са Луис Мануелом.

## Улоге
| Глумац:                 | Улога:                               |
| ----------------------- | ------------------------------------ |
| Сабрина Салвадор        | Наталија дел Мар Паулина де Ускатеги |
| Мануел Соса             | Луис Мануел Монкада                  |
| Федра Лопез             | Сара Моралес де Ускатеги             |
| Виктор Камара           | Адолфо Ускатеги                      |
| Хулијет Лима            | Перла Ускатеги                       |
| Адријан Делгадо         | Октавио Ваљадарес                    |
| Дора Мазон              | Пасионарија Лопез                    |
| Росалинда Серфати       | Ирене Лопез                          |
| Едуардо Серано          | Валерио Монкада                      |
| Франклин Виргез         | Балдомеро Санчез                     |
| Ђул Буркле              | Бруно Балтасар Дијего                |
| Флор Елена Гонзалес     | Елеонора де Монкада                  |
| Виктор Дриха            | Херардо Монкада                      |
| Ромелија Агеро          | Кармела Дијаз                        |
| Естер Орхуела           | Фернанда де Ривас                    |
| Росита Васкез           | Пастора                              |
| Фернандо Флорес         | Хасинто                              |
| Роберто Ламарка         | Теодоро                              |
| Дамјан Хеновесе         | Ернесто Валдерама                    |
| Ектор Пења              | Алваро Монкада                       |
| Дарија Ламбис           | Вивијанита де Санчез                 |
| Ванеса Паљас            | Маријана Монкада                     |
| Марија Антонела Кастиљо | Лоли Монтесинос                      |
| Нани Товар              | Сандра Перез                         |
| Хиогија Арисменди       | Санди Ромеро                         |
| Хулијет Пардао          | Росарито Урибе                       |